# Neuilly-le-Brignon
Neuilly-le-Brignon é uma comuna francesa na região administrativa do Centro, no departamento Indre-et-Loire. Estende-se por uma área de 22,5 km². Em 2010 a comuna tinha 304 habitantes (densidade: 13,5 hab./km²).